# Zac McGraw
Zac McGraw (Torrance, California, Estados Unidos, 8 de junio de 1997) es un futbolista estadounidense. Juega de defensa y su equipo es el Portland Timbers de la Major League Soccer.

## Trayectoria
McGraw comenzó su carrera en las inferiores del FC Golden State y como universitario por los Army Black Knights de la Academia Militar de los Estados Unidos entre 2016 y 2019.
El 13 de enero de 2020 fue seleccionado por los Portland Timbers en el puesto 68 del SuperDraft de la MLS 2020. Es el primer jugador de la academia militar en ser seleccionado en la MLS. Firmó contrato con el club de Portland en junio de 2020.
Debutó como profesional el 1 de mayo de 2021, en la derrota por 4-1 ante FC Dallas.

## Estadísticas

### Clubes
Actualizado al último partido disputado en la temporada 2024.
| Portland Timbers Estados Unidos                                                                                 | 1.ª           | 2020          | 0  | 0 | ― | ― | ― | ― | 0  | 0 |
| Portland Timbers Estados Unidos                                                                                 | 1.ª           | 2021          | 11 | 0 | ― | ― | 1 | 0 | 12 | 0 |
| Portland Timbers Estados Unidos                                                                                 | 1.ª           | 2022          | 22 | 1 | 1 | 0 | ― | ― | 23 | 1 |
| Portland Timbers Estados Unidos                                                                                 | 1.ª           | 2023          | 28 | 1 | 0 | 0 | 3 | 0 | 31 | 1 |
| Portland Timbers Estados Unidos                                                                                 | 1.ª           | 2024          | 13 | 0 | ― | ― | 2 | 2 | 15 | 2 |
| Portland Timbers Estados Unidos                                                                                 | Total club    | Total club    | 74 | 2 | 1 | 0 | 6 | 2 | 81 | 4 |
| Total carrera                                                                                                   | Total carrera | Total carrera | 74 | 2 | 1 | 0 | 6 | 2 | 81 | 4 |
| (1) Incluye datos de la U. S. Open Cup. (2) Incluye datos de la Liga de Campeones de la Concacaf y Leagues Cup. |               |               |    |   |   |   |   |   |    |   |